# Jason Morris
Jason Newth Morris (* 3. února 1967, Schenectady, New York, USA) je bývalý americký zápasník – judista a grappler, stříbrný olympijský medailista z roku 1992.

## Sportovní kariéra
Vyrůstal na předměstí Schenectady v Scotii. S judem začínal v 8 letech, jeho osobním trenérem byl Jim Hrbek. Protože judo není součástí tělovýchovy na amerických středních školách, věnoval se aktivně i americkému tradičnímu (školnímu) zápasu. V americké mužské judistické reprezentaci se pohyboval od roku 1985 v polostřední váze do 78 kg. V roce 1988 se kvalifikoval na olympijské hry v Soulu, kde prohrál ve druhém kole na praporky (hantei) se sovětským Čečencem Baširem Varajevem.
V roce 1992 se kvalifikoval na olympijské hry v Barceloně. Ve čtvrtfinále zvládl takticky na body (juko) zápas s Nizozemcem Anthonie Wurthem a v semifinále poslal překvapení turnaje Švéda Larse Adolfssona uči-matou na ippon. Ve finále nastoupil proti Japonci Hidehiko Jošidovi. Od úvodu bránil v hlubokém předklonu soupeřovy výpady a čekal na kontrachvat. Ve třetí minutě finále ho Jošida hodil uči-matou na ippon a získal stříbrnou olympijskou medaili.
V roce 1996 se kvalifikoval na své třetí olympijské hry v Atlantě. Před domácím publikem však na svůj Barcelonský úspěch nenavázal, prohrál ve druhém kole na wazari s Irakli Uznadzem z Turecka. Vzápětí ukončil sportovní kariéru. Na předměstí Schenectady v Glenville otevřel judistické tréninkové centrum, ve kterém vyrostla řada osobností amerického juda (např. Travis Stevens). V roce 2000 se ještě připravil na americkou olympijskou kvalifikaci na olympijské hry v Sydney a vítězstvím nominaci vybojoval. V Sydney však dojem z Atlanty nenapravil, prohrál v úvodním kole minimálním bodovým rozdílem na koku (pasivita) s Australanem Danielem Kellym.

## Výsledky
| Turnaj                  | 1986             | 1987             | 1988             | 1989             | 1990             | 1991             | 1992             | 1993             | 1994             | 1995             | 1996             | 1997             | 1998             | 1999             | 2000             |
| Turnaj                  | 19               | 20               | 21               | 22               | 23               | 24               | 25               | 26               | 27               | 28               | 29               | 30               | 31               | 32               | 33               |
| Turnaj                  | polostřední váha | polostřední váha | polostřední váha | polostřední váha | polostřední váha | polostřední váha | polostřední váha | polostřední váha | polostřední váha | polostřední váha | polostřední váha | polostřední váha | polostřední váha | polostřední váha | polostřední váha |
| ----------------------- | ---------------- | ---------------- | ---------------- | ---------------- | ---------------- | ---------------- | ---------------- | ---------------- | ---------------- | ---------------- | ---------------- | ---------------- | ---------------- | ---------------- | ---------------- |
| Olympijské hry          |                  |                  | úč.              |                  |                  |                  | 2.               |                  |                  |                  | úč.              |                  |                  |                  | úč.              |
| Mistrovství světa       |                  | 5.               |                  | 5.               |                  | úč.              |                  | 3.               |                  | úč.              |                  | —                |                  | —                |                  |
| Panamerické hry         |                  | 1.               |                  |                  |                  | 1.               |                  |                  |                  | 2.               |                  |                  |                  | —                |                  |
| Panamerické mistrovství | —                |                  | —                |                  | —                |                  | —                |                  | —                |                  | —                | —                | —                | —                | —                |
| MS juniorů              | 3.               |                  |                  |                  |                  |                  |                  |                  |                  |                  |                  |                  |                  |                  |                  |